# Tipulodes annae
Tipulodes annae, también conocida como polilla diablito, es una especie de la polilla de la familia Erebidae descrita por Lukasz Przybylowicz en 2003.
La especie fue nombrada en honor a la esposa de Lukasz Przybylowicz, Anna. Se caracteriza por la presencia del color rojo en su cabeza y patagios, los cuales pueden diferenciar a esta especie de las otras dos especies de Tipulodes.

## Distribución
Se conoce la presencia de esta especie tanto en Colombia como en Panamá, pudiéndose encontrar tanto en las zonas bajas de la costa Caribe, como en las montañas de la cordillera de los Andes y las tierras bajas de la región del Darién panameño y el Urabá colombiano.